# 141 R
Паровоз 141 R (прозвище Libération (с фр. — «Освобождение»)) — паровоз типа 1-4-1, поставлявшийся североамериканскими заводами с июля 1945 по июль 1947 гг. во Францию. Эксплуатировался на всей сети Национальных французских железных дорог.

## Предпосылки к появлению и проектирование
В конце Второй мировой войны во Франции, которая была только освобождёна от немецкой оккупации, началось восстановление промышленности. От железнодорожного транспорта требовалось выполнять возросший объём перевозок, но локомотивов катастрофически не хватало. Однако французские заводы ещё не были готовы к массовому выпуску паровозов.
Тогда было решено обратиться за помощью к североамериканским локомотивостроительным предприятиям. Заводу Baldwin поступает заказ на изготовление паровоза типа 1-4-1. В виду срочности заказа, на заводе было решено взять за основу паровоз типа 1-4-1 в облегчённой модификации, который выпускался в период Первой мировой войны. Изменения внесённые в его конструкцию были относительно небольшими, в том числе: установка буферов, искроуловителей, изменена конструкция дверцы дымовой коробки и т. п.

## Постройка
В феврале 1945 года трём американским заводам «Большой тройки» (ALCO, Baldwin, Lima) был выдан заказ на постройку 700 паровозов. После того, как проблемы с финансированием были решены, заводам поступил ещё один заказ, но уже на 640 паровозов. Помимо этого, в строительство паровозов второй партии были вовлечены и 2 канадских завода — CLC и MLW. 17 ноября 1945 года первые паровозы прибыли во Францию, где им присвоили обозначение серии 141 R и номера № 1—1340. В нижеприведённой таблице указан выпуск паровозов по заводам с указанием их заводских номеров и номеров, полученных во Франции.
| Завод                       | Заводские номера | Построено | Номера на SNCF |
| --------------------------- | ---------------- | --------- | -------------- |
| Lima Locomotive Works       | 8867-9046        | 180       | 1 — 180        |
| American Locomotive Company | 74054-74313      | 260       | 181 — 440      |
| Baldwin Locomotive Works    | 72254-72513      | 260       | 441 — 700      |
| Baldwin Locomotive Works    | 72699-72763      | 65        | 701 — 765      |
| Baldwin Locomotive Works    | 72857-72897      | 41        | 766 — 806      |
| Baldwin Locomotive Works    | 72928-72981      | 54        | 807 — 860      |
| American Locomotive Company | 73934-74053      | 120       | 861 — 980      |
| American Locomotive Company | 74833-74872      | 40        | 981 — 1020     |
| Lima Locomotive Works       | 9112-9211        | 40        | 1120 — 1160    |
| Baldwin Locomotive Works    | 72982-73017      | 36        | 1161 — 1196    |
| Baldwin Locomotive Works    | 73046-73049      | 4         | 1197 — 1200    |
| Montreal Locomotive Works   | 75010-75109      | 100       | 1201 — 1300    |
| Canadian Locomotive Company | 2368-2407        | 40        | 1301 — 1340    |

Основное отличие паровозов второй партии от паровозов первой партии заключалось в том, что они отапливались мазутом, тогда как паровозы первой партии — углём. Это было связано прежде всего с тем, что в то время во Франции наблюдался большой дефицит угля, в связи с большими потребностями в нём (сама дорога SNCF потребляла 9 млн.тонн угля в год). К тому же паровозы с мазутным отоплением могли обслуживать тяговые плечи длиной до 700 км, против 400 км на угольном, а также были гораздо удобней в эксплуатации.